# موريس لوريه
موريس لوريه، ولد في مدينة مراكش بالمغرب سنة 1917 وتوفي في أبريل 2001، وهو مسؤول فرنسي رفيع المستوى بمجال الضرائب، انضم إلى ديوان المحاسبة بعد الحرب العالمية الثانية.
في عام 1952 تم تعيينه نائبا لمدير مديرية الضريبة العامة بفرنسا، وتعد فكرة الضريبة على القيمة المضافة (TVA) أبرز اختراعاته سنة 1954.